# Petio Semaia
Petio Semaia (23 februari 1979)  is een Tuvaluaans voetballer die uitkomt voor Lakena United.
Petio deed in 2003 mee met het Tuvaluaans voetbalelftal bij de Pacific Games 2003 waar hij twee wedstrijden speelde en een keer scoorde. En in 2007 deed hij mee bij de Pacific Games 2007, waar hij captain was en vier wedstrijden speelde.